# Bârgăuani
Bârgăuani is een Roemeense gemeente in het district Neamț.
Bârgăuani telt 4097 inwoners.